# لی سو هوان
لی سو هوان (کره‌ای: 이서환؛ زادهٔ ۶ مارس ۱۹۷۳) با نام تولد لی یونگ کی (이영기)، بازیگر اهل کره جنوبی است. او از دانشکده زبان و ادبیات آلمانی دانشگاه ملی اینچئون فارغ‌التحصیل شد و در سال ۲۰۰۴ با تئاتر موزیکال گوژپشت نوتردام فعالیت هنری خود را آغاز کرد. لی با ایفای نقش پارک جونگ به در فصل دوم مجموعه نتفلیکس بازی مرکب (۲۰۲۴) توجه گسترده‌ای را به خود جلب کرد.

## فیلم‌شناسی

### مجموعه تلویزیونی
| سال  | عنوان                                 | نقش                    | توضیحات | منابع  |
| ---- | ------------------------------------- | ---------------------- | ------- | ------ |
| ۲۰۰۵ | دراما سیتی – Shall We Dance Together? |                        |         |        |
| ۲۰۱۶ | درامای ویژه کی‌بی‌اس – Midsummer Dream  | کوان چان سو            |         |        |
| ۲۰۱۶ | پزشکان                                | صاحب فروشگاه موسیقی    |         |        |
| ۲۰۱۷ | فردا با تو                            | راننده                 |         |        |
| ۲۰۱۷ | پدرم عجیبه                            | کیم گیو یونگ           |         |        |
| ۲۰۱۷ | دختر پرروی من                         | کارمند فروشگاه جواهرات |         |        |
| ۲۰۱۷ | مبارزه برای راهم                      | مشاور کلاس             |         |        |
| ۲۰۱۷ | ذهن‌های جنایتکار                       | جو سوک هوان            |         |        |
| ۲۰۱۷ | درامای ویژه کی‌بی‌اس – Bald Romance     |                        |         |        |
| ۲۰۱۷ | شریک مشکوک                            | گارد زندان             |         |        |
| ۲۰۱۸ | دلقک تاجدار                           | آشپز سلطنتی            |         |        |
| ۲۰۱۸ | پیش‌طرح                                | مرد کت پوش             |         |        |
| ۲۰۱۹ | عشق یک کتاب پاداش است                 | پدرِ سونگ هه رین        |         |        |
| ۲۰۱۹ | بابل                                  |                        |         |        |
| ۲۰۱۹ | بازرس ویژه کار                        |                        |         |        |
| ۲۰۱۹ | صدا ۳                                 |                        |         |        |
| ۲۰۱۹ | دنیای زیبا                            | جونگ مان سوپ           |         |        |
| ۲۰۱۹ | عدالت                                 | گوک جین ته             |         | [ ۳ ]  |
| ۲۰۱۹ | ما همه مرده‌ایم                        | چوی جی دوک             |         | [ ۴ ]  |
| ۲۰۲۰ | پادشاهی ۲                             |                        |         |        |
| ۲۰۲۰ | تو فوق‌العاده‌ای                        | جو چول نام             |         | [ ۵ ]  |
| ۲۰۲۰ | یادبودها                              | هو دوک گو              |         | [ ۶ ]  |
| ۲۰۲۰ | درامای ویژه کی‌بی‌اس – Traces of Love   | رئیس                   |         |        |
| ۲۰۲۱ | قاضی شیطان                            | پارک دو مان            |         | [ ۷ ]  |
| ۲۰۲۱ | گمشده                                 | جانگ گیو               |         | [ ۸ ]  |
| ۲۰۲۱ | بازی مرکب                             | پارک جونگ به           |         | [ ۹ ]  |
| ۲۰۲۱ | خانه جن‌زده خود را بفروشید             | مشتریِ اوه این بوم      |         |        |
| ۲۰۲۱ | عاشقان آسمان سرخ                      | وزیر تشریفات           |         | [ ۱۰ ] |
| ۲۰۲۲ | عاشق اینم که ازت متنفر باشم           | کیم شی پونگ            |         | [ ۱۱ ] |
| ۲۰۲۲ | پاچینکو                               | کینوشیتا               |         |        |
| ۲۰۲۲ | اوپنینگ – Find the 1st Prize          | وانگ جانگ گیو          |         | [ ۱۲ ] |
| ۲۰۲۲ | پونگ روانپزشک چوسان                   | شین کی سو              |         | [ ۱۳ ] |
| ۲۰۲۲ | پرواز پروانه‌ها                        | کانگ ته وون            |         | [ ۱۴ ] |
| ۲۰۲۲ | وکیل وو خارق‌العاده                    | جین ایک                |         | [ ۱۵ ] |
| ۲۰۲۳ | سفرهای پارک ها کیونگ                  | تاجر در ایستگاه سوک‌چو  |         |        |
| ۲۰۲۳ | مشکلی نیست که خوب نباشی               | برادرِ کیم سونگ شیک     |         | [ ۱۶ ] |
| ۲۰۲۳ | بد و دیوانه                           | کوان چانگ هیون         |         |        |
| ۲۰۲۴ | خداحافظ زمین                          | سون سونگ شیک           |         | [ ۱۷ ] |
| ۲۰۲۴ | پارتنر خوب                            | قاضی                   |         |        |
| ۲۰۲۴ | روی پنهان گانگنام                     | لی هان پیونگ           |         |        |
| ۲۰۲۴ | درامای ویژه کی‌بی‌اس – Finding Handsome | پارک گوانگ به          |         | [ ۱۸ ] |
| ۲۰۲۴ | زن باوقار                             | کیم ناک سو             |         | [ ۱۹ ] |
| ۲۰۲۴ | بازی مرکب ۲                           | پارک جونگ به           |         | [ ۲۰ ] |
| ۲۰۲۵ | دبیرستان مخفی                         | کیم هیونگ به           |         | [ ۲۱ ] |
| ۲۰۲۵ | قانون و شهر                           | سونگ یو دوک            |         |        |